# Spaser
Un láser spaser o plasmónico es un tipo de láser que tiene como objetivo confinar la luz en una escala de sublongitud de onda muy por debajo del límite de difracción de la luz de Rayleigh, almacenando parte de la energía luminosa en oscilaciones de electrones llamadas polaritones de plasmón superficial.      El fenómeno fue descrito por primera vez por David J. Bergman y Mark Stockman en 2003.  La palabra spaser es un acrónimo de "amplificación de plasmones de superficie mediante emisión estimulada de radiación".  Los primeros dispositivos de este tipo fueron anunciados en 2009 por tres grupos: una nanopartícula de 44 nanómetros de diámetro con un núcleo de oro rodeado por un medio de ganancia de sílice teñido creado por investigadores de las universidades de Purdue, Norfolk State y Cornell,  un nanocable sobre un cable de plata pantalla de un grupo de Berkeley,  y una capa semiconductora de 90 nm rodeado de plata bombeada eléctricamente por grupos de la Universidad Tecnológica de Eindhoven y de la Universidad Estatal de Arizona.  Mientras que el equipo de Purdue-Norfolk State-Cornell demostró el modo plasmónico confinado, el equipo de Berkeley y el equipo de Eindhoven-Arizona State demostraron el láser en el llamado modo de brecha plasmónica. En 2018, un equipo de la Universidad Northwestern demostró un nanoláser sintonizable que puede preservar su calidad de modo alto explotando plasmones cuadrupolos híbridos como mecanismo de retroalimentación óptica. 
El spaser es una fuente propuesta de campos ópticos a nanoescala que se está investigando en varios laboratorios líderes de todo el mundo. Los spasers podrían encontrar una amplia gama de aplicaciones, incluida la litografía a nanoescala, la fabricación de nanocircuitos fotónicos ultrarrápidos, la detección bioquímica de una sola molécula y la microscopía. 
De la Nature Photonics: 

Un spaser es la contraparte nanoplasmónica de un láser, pero (idealmente) no emite fotones. Es análogo al láser convencional, pero en un spaser los fotones se reemplazan por plasmones superficiales y la cavidad resonante se reemplaza por una nanopartícula, que sustenta los modos plasmónicos. De manera similar a un láser, la fuente de energía para el mecanismo de compensación es un medio activo (ganancia) que se excita externamente. Este campo de excitación puede ser óptico y no estar relacionado con la frecuencia de funcionamiento del spaser; por ejemplo, un spaser puede funcionar en el infrarrojo cercano, pero la excitación del medio de ganancia se puede lograr utilizando un pulso ultravioleta.

La razón por la que los plasmones de superficie en un spaser pueden funcionar de manera análoga a los fotones en un láser es que sus propiedades físicas relevantes son las mismas. Primero, los plasmones de superficie son bosones: son excitaciones vectoriales y tienen spin 1, tal como lo hacen los fotones. En segundo lugar, los plasmones de superficie son excitaciones eléctricamente neutras. Y tercero, los plasmones de superficie son las oscilaciones materiales más colectivas conocidas en la naturaleza, lo que implica que son las más armónicas (es decir, interactúan muy débilmente entre sí). Como tal, los plasmones de superficie pueden sufrir una emisión estimulada, acumulándose en un solo modo en grandes cantidades, que es la base física tanto del láser como del spaser.

El estudio del modelo mecánico cuántico del spaser sugiere que debería ser posible fabricar un dispositivo spasing de función análoga al transistor MOSFET,  pero esto aún no se ha verificado experimentalmente.

## Otras lecturas
- Galanzha, Ekaterina I.; Weingold, Robert; Nedosekin, Dmitry A. et al. (2017). «Spaser as a biological probe». Nature Communications 8 (1): 15528. Bibcode:2017NatCo...815528G. ISSN 2041-1723. PMC 5472166. PMID 28593987. doi:10.1038/ncomms15528.

- Datos: Q3966061